# SCM Gloria Buzău (handbal feminin)
Secția de handbal feminin a Sport Clubului Municipal Gloria din Buzău, România are o echipă de senioare ce evoluează în Liga Națională. Deși clubul din care face parte a fost înființat în 2017, echipa are o istorie mai veche, fiind gestionată până în acel an tot de Primăria Municipiului, ca un club separat, denumit CS Handbal Municipal Buzău și înființat în 2011.

## Palmares
- Cupa României:
  -  Câștigătoare: 2021
  -  Medalie de bronz: 2020
- Supercupa României:
  -  Câștigătoare: 2021

## Meciuri europene
Conform Federației Europene de Handbal:
| Sezon   | Competiție     | Fază    | Club                       | Tur   | Retur      | Total         |
| ------- | -------------- | ------- | -------------------------- | ----- | ---------- | ------------- |
|         |                |         |                            |       |            |               |
| 2020-21 | Liga Europeană | Turul 3 | Nantes Atlantique Handball | 16-23 | 27-21      | 43–44         |
|         |                |         |                            |       |            |               |
| 2021-22 | Liga Europeană | Turul 3 | Storhamar Håndball Elite   | 27-31 | 26-26      | 53–57         |
|         |                |         |                            |       |            |               |
| 2022-23 | Liga Europeană | Turul 2 | CBF Málaga Costa del Sol   | 32-31 | 24-30 10-0 | 55–61 42-31 ✳ |
| 2022-23 | Liga Europeană | Turul 3 | Motherson-Mosonmagyaróvár  | 26-29 | 25-23      | 51–52         |

✳ În Turul 2 (8 și 15 octombrie 2020), scorul general a fost 55-61, iar CBF Málaga Costa del Sol era calificată în Turul 3. SCM Gloria Buzău a reclamat la Federația Europeană de Handbal faptul că CBF Málaga Costa del Sol ar fi utilizat în partida retur, desfășurată pe 15 octombrie, o jucătoare care nu era înscrisă pe foaia de joc. Curtea Handbalului a Federației Europene de Handbal a decis ca partida retur să fie omologată cu „scorul de 10:0 și 2:0 puncte în favoarea SCM Gloria Buzău”. În consecință, „ca urmare a victoriei Buzăului cu 32:31 în partida tur, calificarea clubului în Turul 3 a fost confirmată”.

## Sezoane recente
| Sezon   | Competiție națională | Loc | Cupa României | Supercupa României | Competiție europeană | Competiție europeană |
| ------- | -------------------- | --- | ------------- | ------------------ | -------------------- | -------------------- |
| 2013-14 | DA                   | 2   |               |                    |                      |                      |
| 2014-15 | DA                   | 3   |               |                    |                      |                      |
| 2015-16 | DA                   | 2   |               |                    |                      |                      |
| 2016-17 | DA                   | 3   |               |                    |                      |                      |
| 2017-18 | DA                   | 1   |               |                    |                      |                      |
| 2018-19 | LN                   | 7   |               |                    |                      |                      |
| 2019-20 | LN                   | 4✳  | Locul trei    |                    |                      |                      |
| 2020-21 | LN                   | 4   | Câștigătoare  | Câștigătoare       | Liga Europeană       | Turul 3              |
| 2021-22 | LN                   | 5   |               |                    | Liga Europeană       | Turul 3              |
| 2022-23 | LN                   | 5   |               |                    | Liga Europeană       | Turul 3              |
| 2023-24 | LN                   | 7   |               |                    |                      |                      |

✳ Sezonul 2019-2020 al Ligii Naționale s-a încheiat, din cauza pandemiei de coronaviroză cauzată de noul coronavirus 2019-nCoV (SARS-CoV-2), fără a se mai disputa ultimele șapte etape, XX–XXVI, cu rămânerea în vigoare a clasamentului valabil la data de 11 martie 2020, când s-a desfășurat ultimul meci, fără introducerea unor criterii finale de departajare, fără a retrograda nici o echipă și fără a se acorda titlul și medalii.

## Istoric

### Alte echipe de handbal feminin din Buzău
Prima echipă de handbal feminin din Buzău, Filvatex Buzău, a fost înființată în anii '90 de Ștefan Miloș, ulterior președinte al HM Buzău. Ulterior, Filvatex a fuzionat cu Astral Poșta Câlnău, condusă în acea perioadă de Romeo Ilie, ulterior antrenor al HM Buzău.
Evoluând mai mulți ani în Divizia A sub numele de Astral, formația buzoiană a câștigat turneul de baraj de la sfârșitul sezonului competițional 2001-2002 și a promovat pentru prima dată în Liga Națională. Astral Poșta Câlnău s-a clasat în 2003 și 2004 pe locul 10, dar în 2005, beneficiind de o consistentă susținere financiară, echipa a terminat campionatul pe locul 6. La sfârșitul sezonului 2005-2006, formația s-a clasat pe locul 9 și și-a schimbat denumirea în Astral Buzău.
În anii următori echipa a coborât și mai mult în clasament: locul 10 în 2007, locul 11 în 2008 (obținut sub o nouă titulatură, HCM Hidroconcas Buzău). HCM a mai terminat două sezoane în partea de jos a clasamentului Ligii Naționale, iar în 2010-2011 a fost preluată de un finanțator controversat, Viorel Tudose, care a adus la echipă jucătoare cunoscute, pe contracte relativ mari: Roxana Bodârlău, Nicoleta Gâscă, Raluca Ivan sau Elena Moise. Tudose a părăsit echipa înainte de sfârșitul sezonului, iar conducerea clubului nu a mai reușit să plătească handbalistele. Datoriile s-au acumulat, iar HCM Buzău a retrogradat în Divizia A.

### Handbal Municipal Buzău
Odată cu retrogradarea, echipa a fost desființată și s-a înființat în schimb HM Buzău, construită în principal cu jucătoare tinere din oraș. Din fosta HCM doar Anca Lipan a ales să continue la noua structură sportivă. Din anul 2011, HM Buzău a evoluat în Divizia A.
La sfârșitul sezonului competițional 2015-2016, CS HM Buzău s-a clasat pe locul 2 în seria A a Diviziei A și a participat astfel la turneul de baraj pentru accederea în sezonul 2016-2017 al Ligii Naționale, turneu pe care l-a terminat pe locul al treilea. Datorită acestui rezultat, echipa din Buzău a fost invitată să înlocuiască formația HCM Baia Mare, care s-a retras din Liga Națională în urma unor grave probleme financiare. Clubul a acceptat inițial invitația, dar a fost incapabil să strângă bugetul necesar pentru această competiție și a notificat FRH că va continua în Divizia A.

### Înființarea SCM Gloria
În 2017, după alegerea noului primar Constantin Toma, autoritățile au decis să comaseze sub o singură structură administrativă și sub o singură titulatură toate cluburile sportive administrate de municipalitate, și HM Buzău a devenit secție de handbal feminin a nou-înființatului club SCM Gloria Buzău. Sub egida clubului municipal „Gloria”, echipa a obținut din nou promovarea la finalul sezonului 2017–2018, câștigând seria sa de Divizia A cu victorii pe linie și 999 de goluri marcate.

## Lotul de jucătoare 2024/25
Conform paginii oficiale a clubului:
| Portari - 01 Ana Maria Măzăreanu - 12 Mădălina Ion - 91 Tea Pijević Extreme stânga - 23 Marina Ilie - 25 Oana Sîrb - 27 Beyza Türkoğlu - 99 Raluca Nicolae Extreme dreapta - 33 Andreea Coman - 77 Alexandra Gandrabura - 79 Andra Buzoianu Pivoți - 10 Sherin Obaidli - 15 Ștefania Jipa - 19 Sabrina Abdellahi | Centri - 03 Christine Alver - 21 Diana Ilina - 30 Mădălina Zamfirescu - 34 Tamara Pál Interi stânga - 17 Alexandra Andrei - 26 Aleksandra Zimny Interi dreapta - 08 Nikoletta Papp - 18 Daria Bucur |

## Banca tehnică și conducerea administrativă
Conform paginii oficiale a clubului:
| Nume                   | Ocupație             |
| ---------------------- | -------------------- |
| Cristian Ceaușel       | Președinte           |
| Costin Stanciu         | Director             |
| Adrian Postu           | Director economic    |
| Radu Bogdan            | Șef secție           |
| Pablo Morel            | Antrenor principal   |
| Clément Petit          | Antrenor secund      |
| Jean-Étienne Mattiuzzo | Antrenor cu portarii |
| Arthur Lefevre         | Preparator fizic     |
| Maricel Găman          | Maseur               |
| Ștefan Tudora          | Kinetoterapeut       |
| Gabriela Țîrlea        | Referent sportiv     |

## Marcatoare în competițiile europene
Conform Federației Europene de Handbal:
| Sezon   | Competiție     | Poz. | Nume                 | Goluri |
| ------- | -------------- | ---- | -------------------- | ------ |
|         |                |      |                      |        |
| 2020-21 | Liga Europeană |      |                      |        |
| 2020-21 | Liga Europeană | 1    | Anđela Janjušević    | 12     |
| 2020-21 | Liga Europeană | 2    | Marija Šteriova      | 9      |
| 2020-21 | Liga Europeană | 3    | Marija Petrović      | 5      |
| 2020-21 | Liga Europeană | 3    | Andreea Rotaru       | 5      |
| 2020-21 | Liga Europeană | 4    | Ana Maria Iuganu     | 4      |
| 2020-21 | Liga Europeană | 4    | Alexandra Subțirică  | 4      |
| 2020-21 | Liga Europeană | 5    | Bobana Klikovac      | 2      |
| 2020-21 | Liga Europeană | 6    | Elena Livrinikj      | 1      |
| 2020-21 | Liga Europeană | 6    | Ada Moldovan         | 1      |
|         |                |      |                      |        |
| 2021-22 | Liga Europeană |      |                      |        |
| 2021-22 | Liga Europeană | 1    | Andreea Rotaru       | 11     |
| 2021-22 | Liga Europeană | 2    | Bianca Harabagiu     | 8      |
| 2021-22 | Liga Europeană | 2    | Natalia Vasilevskaia | 8      |
| 2021-22 | Liga Europeană | 3    | Alina Czeczi         | 5      |
| 2021-22 | Liga Europeană | 3    | Marija Petrović      | 5      |
| 2021-22 | Liga Europeană | 4    | Alina Ilie           | 4      |
| 2021-22 | Liga Europeană | 4    | Andra Moroianu       | 4      |
| 2021-22 | Liga Europeană | 5    | Raluca Petruș        | 2      |
| 2021-22 | Liga Europeană | 5    | Mădălina Zamfirescu  | 2      |
| 2021-22 | Liga Europeană | 6    | Ana Maria Simion     | 1      |
| 2021-22 | Liga Europeană | 6    | Carmen Stoleru       | 1      |
| 2021-22 | Liga Europeană | 6    | Alexandra Subțirică  | 1      |
| 2021-22 | Liga Europeană | 6    | Abigail Vălean       | 1      |
|         |                |      |                      |        |
| 2022-23 | Liga Europeană |      |                      |        |
| 2022-23 | Liga Europeană | 1    | Ana Maria Iuganu     | 18     |
| 2022-23 | Liga Europeană | 2    | Diana Ilina          | 15     |
| 2022-23 | Liga Europeană | 3    | Marija Petrović      | 11     |
| 2022-23 | Liga Europeană | 3    | Mădălina Zamfirescu  | 11     |
| 2022-23 | Liga Europeană | 4    | Valentina Blažević   | 9      |
| 2022-23 | Liga Europeană | 4    | Iaroslava Burlacenko | 9      |
| 2022-23 | Liga Europeană | 5    | Alina Ilie           | 8      |
| 2022-23 | Liga Europeană | 5    | Natalia Vasilevskaia | 8      |
| 2022-23 | Liga Europeană | 6    | Andra Moroianu       | 7      |
| 2022-23 | Liga Europeană | 7    | Bianca Harabagiu     | 4      |
| 2022-23 | Liga Europeană | 7    | Fanta Keita          | 4      |
| 2022-23 | Liga Europeană | 8    | Alina Czeczi         | 2      |
| 2022-23 | Liga Europeană | 9    | Kristina Prkačin     | 1      |

| Poz. | Nume                 | Goluri |
| ---- | -------------------- | ------ |
|      |                      |        |
| 1    | Ana Maria Iuganu     | 22     |
| 2    | Marija Petrović      | 21     |
| 3    | Andreea Rotaru       | 16     |
| 3    | Natalia Vasilevskaia | 16     |
| 4    | Diana Ilina          | 15     |
| 5    | Mădălina Zamfirescu  | 13     |
| 6    | Alina Ilie           | 12     |
| 6    | Bianca Harabagiu     | 12     |
| 6    | Anđela Janjušević    | 12     |
| 7    | Andra Moroianu       | 11     |
| 8    | Valentina Blažević   | 9      |
| 8    | Iaroslava Burlacenko | 9      |
| 8    | Marija Šteriova      | 9      |
| 9    | Alina Czeczi         | 7      |
| 10   | Alexandra Subțirică  | 5      |
| 11   | Fanta Keita          | 4      |
| 12   | Bobana Klikovac      | 2      |
| 12   | Raluca Petruș        | 2      |
| 13   | Elena Livrinikj      | 1      |
| 13   | Ada Moldovan         | 1      |
| 13   | Kristina Prkačin     | 1      |
| 13   | Ana Maria Simion     | 1      |
| 13   | Carmen Stoleru       | 1      |
| 13   | Abigail Vălean       | 1      |

## Marcatoare în competițiile naționale

### Cele mai bune marcatoare în Liga Națională
| Sezon             | Nume | Goluri |
| ----------------- | ---- | ------ |
|                   |      |        |
| 2018-19           |      |        |
| Alina Ilie        | 98   |        |
|                   |      |        |
| 2019-20           |      |        |
| Ana Maria Iuganu  | 93   |        |
|                   |      |        |
| 2020-21           |      |        |
| Anđela Janjušević | 135  |        |
|                   |      |        |
| 2021-22           |      |        |
| Bianca Harabagiu  | 144  |        |
|                   |      |        |
| 2022-23           |      |        |
| Diana Ilina       | 119  |        |
|                   |      |        |
| 2023-24           |      |        |
| Diana Ilina       | 130  |        |

### Cele mai bune marcatoare în Cupa României
| Ediție            | Nume | Goluri |
| ----------------- | ---- | ------ |
|                   |      |        |
| 2018-19           |      |        |
| Marija Gedroit    | 10   |        |
| Andreea Mărginean | 10   |        |
|                   |      |        |
| 2019-20           |      |        |
| Alina Ilie        | 26   |        |
|                   |      |        |
| 2020-21           |      |        |
| Alina Czeczi      | 21   |        |
|                   |      |        |
| 2021-22           |      |        |
| Bianca Harabagiu  | 20   |        |
|                   |      |        |
| 2022-23           |      |        |
| Diana Ilina       | 6    |        |
|                   |      |        |
| 2023-24           |      |        |
| Tamara Pál        | 16   |        |

## Foste jucătoare notabile
| - Alina Braniște - Ionela Goran - Anca Ionescu - Alina Iordache - Diana Ilina - Marinela Gherman - Ana Maria Mîrcă - Cristina Nan - Marija Gedroit - Marijeta Vidak - Iulia Havronina - Oana Apetrei - Ines Khouildi - Petra Blazek - Bobana Klikovac - Ana Maria Iuganu - Anđela Janjušević - Dijana Ujkić - Elena Livrinikj - Ada Moldovan - Diana Munteanu | - Alexandra Gavrilă - Andreea Taivan - Andreea Rotaru - Ana Maria Savu - Oana Cîrstea - Ana Maria Mîrcă - Ana Maria Simion - Marija Šteriova - Marta Batinović - Alexandra Subțirică - Natalia Vasilevskaia - Kristina Prkačin - Alina Ilie - Carmen Stoleru - Alina Czeczi - Ljubica Nenezić - Ana Maria Iuganu - Iaroslava Burlacenko - Marija Petrović - Valentina Blažević - Fanta Keita |

## Foști antrenori notabili
- Romeo Ilie
- Aurelian Roșca
- Ovidiu Mihăilă